# Pablo Martinez (calciatore)
Pablo Martinez (Martigues, 21 febbraio 1989) è un calciatore francese, difensore svincolato.

## Caratteristiche tecniche
È un terzino sinistro.

## Carriera
Cresciuto nelle giovanili di Nîmes e Maiorca, dopo anni nelle serie minori del calcio francese nel 2013 ha firmato per il Gazélec Ajaccio, all'epoca militante in terza serie, club con cui ha scalato le serie del calcio francese fino a giungere in Ligue 1 nel 2015.
Nel 2016 si trasferisce all'Angers.

## Statistiche

### Presenze e reti nei club
Statistiche aggiornate al 27 settembre 2024.
| Stagione                   | Squadra                    | Campionato                 | Campionato | Campionato | Coppe nazionali | Coppe nazionali | Coppe nazionali | Coppe continentali | Coppe continentali | Coppe continentali | Altre coppe | Altre coppe | Altre coppe | Totale | Totale |
| Stagione                   | Squadra                    | Comp                       | Pres       | Reti       | Comp            | Pres            | Reti            | Comp               | Pres               | Reti               | Comp        | Pres        | Reti        | Pres   | Reti   |
| -------------------------- | -------------------------- | -------------------------- | ---------- | ---------- | --------------- | --------------- | --------------- | ------------------ | ------------------ | ------------------ | ----------- | ----------- | ----------- | ------ | ------ |
| 2015-2016                  | Gazélec Ajaccio            | L1                         | 28         | 0          | CF              | 2               | 0               | -                  | -                  | -                  | -           | -           | -           | 30     | 0      |
| 2016-2017                  | Angers                     | L1                         | 9          | 0          | CF+CdL          | 3+1             | 0               | -                  | -                  | -                  | -           | -           | -           | 13     | 0      |
| 2017-2018                  | Strasburgo                 | L1                         | 24         | 0          | CF+CdL          | 1+0             | 0               | -                  | -                  | -                  | -           | -           | -           | 25     | 0      |
| 2018-2019                  | Strasburgo                 | L1                         | 32         | 3          | CF+CdL          | 1+5             | 0               | -                  | -                  | -                  | -           | -           | -           | 38     | 3      |
| Totale Strasburgo          | Totale Strasburgo          | Totale Strasburgo          | 56         | 3          |                 | 7               | 0               |                    | -                  | -                  |             | -           | -           | 63     | 3      |
| 2019-2020                  | Nîmes                      | L1                         | 26         | 2          | CF+CdL          | 1+1             | 0               | -                  | -                  | -                  | -           | -           | -           | 28     | 2      |
| 2020-2021                  | Nîmes                      | L1                         | 7          | 0          | -               | -               | -               | -                  | -                  | -                  | -           | -           | -           | 7      | 0      |
| 2021-2022                  | Nîmes                      | L2                         | 30         | 0          | CF              | 0               | 0               | -                  | -                  | -                  | -           | -           | -           | 30     | 0      |
| Totale Nîmes               | Totale Nîmes               | Totale Nîmes               | 63         | 2          |                 | 2               | 0               |                    | -                  | -                  |             | -           | -           | 65     | 2      |
| 2022-2023                  | Deportivo La Coruña        | PRFEF                      | 30+2       | 0          | CR              | -               | -               | -                  | -                  | -                  | -           | -           | -           | 32     | 0      |
| 2023-2024                  | Deportivo La Coruña        | PRFEF                      | 31+2       | 3+1        | CR              | 2               | 0               | -                  | -                  | -                  | -           | -           | -           | 35     | 4      |
| 2024-2025                  | Deportivo La Coruña        | SD                         | 6          | 0          | CR              | -               | -               | -                  | -                  | -                  | -           | -           | -           | 6      | 0      |
| Totale Deportivo La Coruña | Totale Deportivo La Coruña | Totale Deportivo La Coruña | 67+4       | 3+1        |                 | 2               | 0               |                    | -                  | -                  |             | -           | -           | 73     | 4      |
| Totale carriera            | Totale carriera            | Totale carriera            | 223+4+     | 8+1+       |                 | 17+             | 0+              |                    | -                  | -                  |             | -           | -           | 244+   | 9+     |

## Palmarès

### Club

#### Competizioni nazionali
- Coppa di Lega francese: 1

Strasburgo: 2018-2019
- Primera Federación: 1

Deportivo La Coruña: 2023-2024 (gruppo 1)